# Informeret samtykke
Informeret samtykke er en juridisk term, der primært bruges i sundhedsvæsenet. Ved informeret samtykke sikres det, at den stærke part i et aftaleforhold giver den svagere part de informationer, denne har brug for. Et samtykke, der er givet på baggrund af mangelfuld information, vil i mange tilfælde være ugyldigt.

## Sundhedslovens bestemmelser om informeret samtykke
Ifølge Sundhedslovens kapitel 4-6 må ingen behandling udføres, uden at der er indhentet informeret samtykke, med mindre der er tale om akut og nødvendig behandling af personer, der på det givne tidspunkt er ude af stand til at give samtykke, f.eks. ved bevidstløshed. 
 For at et samtykke er informeret, skal sundhedspersonen give patienten fyldestgørende information. Hvilken information, der er fyldestgørende er afhængigt af både situationen, sygdommen og patientens tilstand og modenhed. Der skal både informeres om sygdommen, behandlingen, mulige komplikationer og bivirkninger samt om konsekvenserne af ikke at behandle. 
 En patient har ret til at frasige sig information om sin tilstand. Sker det, kan informeret samtykke gives uden information. 
 Sundhedsloven specificerer, at informeret samtykke kan gives både mundtlig, skriftligt eller stiltiende. 
Patienter kan af psykiske årsager være ude af stand til at tage vare på sig selv, hvorfor sundhedspersonalet i visse situationer har pligt til at handle imod patientens ønske. Dog nævner Sundhedsloven tre særlige situationer, hvor sundhedspersonalet ikke har ret til at handle i strid med en ellers habil patients ønske, selvom det kan få alvorlige konsekvenser for patienten. Det gælder patienter, der sultestrejker, nægter at modtage blod og døende patienter, der ikke ønsker livsforlængende behandling. Her er sundhedspersonalet pligtigt til at informere om konsekvenserne af patientens beslutning.
I forbindelse med organdonation kræver Sundhedslovens § 53 informeret samtykke fra den hjernedødes nærmeste pårørende for at donation må gennemføres, hvis ikke afdøde selv har givet tilsagn i levende live.